# Carla Zaccagnini
Carla Zaccagnini (Buenos Aires, 1973) é uma artista e curadora brasileira.

## Biografia
Em 1981 mudou-se para o Brasil com a família. Formou-se em artes plásticas pela Fundação Armando Alvares Penteado em São Paulo em 1995. Faz mestrado em poéticas visuais na Escola de Comunicação e Artes da Universidade de São Paulo entre 2001 e 2004.
Em 2021 foi curadora convidada da 34ª Bienal de São Paulo.
Seu trabalho encontra-se incluído na colecção do Museu Tate de Londres e do Museu Guggenheim. O seu trabalho Elementos de Beleza: um Jogo de Chá Nunca é Apenas um Jogo de Chá, 2014 - 2015 encontra-se no acervo do Museu de Arte de São Paulo.